# Boban Babunski
Boban Babunski (Szkopje, 1968. május 5. –) macedón válogatott labdarúgó.

## A válogatottban
A jugoszláv válogatottban és a macedón válogatottban 25 mérkőzést játszott, melyeken 1 gólt szerzett.

## Statisztika
| Jugoszláv válogatott | Jugoszláv válogatott | Jugoszláv válogatott |
| Időszak              | Mérk.                | gól                  |
| -------------------- | -------------------- | -------------------- |
| 1991                 | 2                    | 0                    |
| Összesen             | 2                    | 0                    |
| Macedón válogatott   |                      |                      |
| Időszak              | Mérk.                | gól                  |
| 1993                 | 1                    | 0                    |
| 1994                 | 3                    | 0                    |
| 1995                 | 4                    | 0                    |
| 1996                 | 2                    | 1                    |
| 1997                 | 2                    | 0                    |
| 1998                 | 1                    | 0                    |
| 1999                 | 6                    | 0                    |
| 2000                 | 4                    | 0                    |
| Összesen             | 23                   | 1                    |